# Faust and the Lily
Faust and the Lily è un cortometraggio muto del 1913 diretto da Dell Henderson. Versione leggera e più ottimista della storia di Faust, con il vecchio professore che turlupina il diavolo e impalma la bella Margherita.

## Produzione
Il film fu prodotto dalla Biograph Company.

## Distribuzione
Distribuito dalla General Film Company, il film - un cortometraggio di 161,8 metri - uscì nelle sale cinematografiche USA il 3 luglio 1913. Nelle proiezioni, veniva programmato con il sistema dello split reel, accorpato in un'unica bobina con un altro cortometraggio prodotto dalla Biograph, la commedia An Old Maid's Deception.